# الجرداء (يريم)

تعديل مصدري - تعديل

الجرداء هي إحدى قرى عزلة عراس بمديرية يريم التابعة لمحافظة إب، بلغ تعداد سكانها 998 نسمة حسب تعداد اليمن لعام 2004.